# Bessa africana
Bessa africana là một loài ruồi trong họ Tachinidae.